# 桜乳業
桜乳業株式会社（さくらにゅうぎょう）は福島県白河市に本拠を置く、主に水煮などの食品を製造する企業。

## 沿革
設立当初は乳酸菌飲料などの乳製品を製造していたが、現在では山菜などの水煮が製造のメインとなっており、乳製品を扱った食品は製造していない。
- 1963年（昭和38年） - 福島県白河市に桜乳業株式会社を設立。
- 1981年（昭和56年） - 白河市に第二工場を開設。
- 1989年（平成元年） - 白河市に第三工場を開設。
- 1991年（平成3年） - 白河市に第四工場を開設。
- 1995年（平成7年） - 北海道札幌市に札幌営業所を設立。
- 2006年（平成18年） - 新社屋を設立。
- 2011年（平成23年） - 栃木県那珂川町に那珂川工場を開設。